# Braian Romero
Braian Romero, né le 15 juin 1991 à San Isidro en Argentine, est un footballeur argentin. Il évolue au poste d'attaquant au Vélez Sarsfield.

## Biographie
Avec le club d'Argentinos Juniors, il inscrit 15 buts en deuxième division argentine lors de la saison 2016-2017.
Il remporte la Copa sudamericana avec Defensa y Justicia en 2020 en étant le meilleur buteur de la compétition avec 10 buts.